# 라파엘 베르헤스
라파엘 베르헤스 마르틴(스페인어: Rafael Berges Martín, 1971년 1월 21일, 안달루시아 주 코르도바 ~)은 스페인의 전직 축구 선수로, 현역 시절 좌측 수비수로 활약했으며, 이후 감독일에 종사했다.

## 클럽 경력
베르헤스는 안달루시아 주 코르도바 출신으로, 인근 하부 리그의 코르도바에서 축구를 시작했다. 1991-92 시즌을 앞두고, 그는 테네리페로 이적해 2년 동안 엘리오도로 로드리게스 로페스에서 라 리가 경기를 뛰었다.
1993년에 셀타 비고로 이적한 베르헤스는 이후 200경기 넘게 갈리시아 연고 구단의 리그 경기에 출전해 7번 골망을 흔들었다. 그러나, 그는 막판 2년 동안 고질적인 부상 재발로 한 경기도 출전하지 못했다.
[세군다 디비시온 2001-02|2001-02 시즌]]이 끝날 무렵인 31세였을 때, 베르헤스는 세군다 디비시온에 한창 속해 있던 친정 코르도바에서 현역 은퇴를 선언했다. 그는 복귀 이후 그리 많은 경기를 출전하지 못했다. 그는 2년차에 여러 신체적 문제로 시즌을 조기에 중단하여야 했다.

## 국가대표팀 경력
베르헤스는 바르셀로나에서 열린 1992년 하계 올림픽에서 스페인 선수단 일원으로 안방에서 금메달을 획득했다. 그는 이 대회에서 2골을 기록했는데, 한 골은 가나와의 경기에서 기록했다.

## 감독 경력
베르헤스는 2005년에 코르도바 B의 감독으로서 감독일을 시작했다. 그는 이어서 알메리아의2군 등의 하위권 구단을 지도했었다.
2012년 6월 14일, 베르헤스는 코르도바의 1군 감독이 되어 라요 바예카노로 떠난 파코 헤메스를 대신하게 되었다. 그러나, 그는 이듬해 4월 7일에 해임되었고, 당시 리그 순위는 9위였다.
베르헤스는 2014-15 시즌과 2016-17 시즌에는 순서대로 3부 리그의 하엔과 로그로녜스 감독을 역임했다.
그 후, 그는 인도네시아 리그 1로 건너가 미트라 쿠카르와 바닥 람풍을 이끌었다.

## 수상
스페인 U-23
- 하계 올림픽: 1992[13]